# Shīr Morgh
Shīr Morgh (persiska: شیر مرغ) är en ort i Iran.   Den ligger i provinsen Khorasan, i den östra delen av landet, 700 km öster om huvudstaden Teheran. Shīr Morgh ligger 1 556 meter över havet och antalet invånare är 571.
Terrängen runt Shīr Morgh är kuperad västerut, men österut är den platt.Runt Shīr Morgh är det glesbefolkat, med 10 invånare per kvadratkilometer. Närmaste större samhälle är Qā'en, 11,5 km öster om Shīr Morgh. Trakten runt Shīr Morgh är ofruktbar med lite eller ingen växtlighet.